# Luc Magon de la Balue
Pour les autres membres de la famille, voir Famille Magon.
Luc Magon, seigneur de La Balue (Saint-Malo, 31 mars 1685 - 6 février 1750), est un armateur français de la ville de Saint-Malo et l'un des négociants de la traite négrière.

## Biographie
Luc Magon de La Balue est l'un des six enfants de Jean Magon de la Lande, derrière son aîné Nicolas Magon de La Chipaudière (1670-1698), armateur et corsaire sous Louis XIV. 
Luc Magon de la Balue devient conseiller du roi, maître ordinaire en la Chambre des comptes de Paris, en 1708.
Après la mort de Jean Magon de La Lande en 1709, ses deux fils Luc, et François-Auguste Magon de la Lande, tous les deux formés à Cadix, en Espagne, reprennent la maison de commerce familiale, ils font partie entre 1715 et 1720 de la Compagnie des Indes de Saint-Malo, dont il est l'un des principaux actionnaires et syndic des actionnaires. À partir de 1724, Luc Magon de la Balue organise des expéditions vers les Antilles, en s'approvisionnant à Madagascar, car il juge que le risque de se voir confisquer ses cargaisons au Brésil est trop grand. En 1725, il déplore l'attentisme des négociants malouins concernant la traite négrière. 
C'est en 1724 aussi que son frère François-Auguste Magon de la Lande (1679-1761) fit construire le vaste hôtel Magon de la Lande dit hôtel d'Asfeld, à Saint-Malo, au 5 rue d'Asfled, 4 rue de Toulouse et 2 rue Chartres. Aujourd'hui classé monument historique (intérieur et extérieur), doté de soixante pièces, dont trente avec une cheminée intérieure, et de 684 mètres carrés au sol, l'hôtel a été achetée en 2005 à un nonagénaire dans des conditions controversées car effectuée par le seul biais du notaire de l'acheteur, qui avait fait dessaisir celui du vendeur par acte d'huissier.
Luc Magon de la Balue épouse Hélène Pélagie Porée {Saint-Malo 8 septembre 1694-6 février 1750), fille de Charles Porée de La Touche et nièce d'Alain Porée. Ils eurent :
- Laurence Magon de La Balue, épouse du marquis Pierre de Lambilly
- Jean-Baptiste Magon de La Balue, armateur, fermier général et banquier de la cour des princes
- Luc Magon de la Blinaye, armateur, qui prendra le nom de la métairie de la Blinaye ou Blinais, apportée en dot par sa mère
- Hélène Thérèse Magon de La Balue, épouse de Guillaume Éon
- Charles Alain Magon de La Terlaye (né le 30 mai 1722 - mort le 27 mai 1750), chanoine de Saint Malo.
- François-Auguste Magon de Terlaye, prêtre sulpicien et missionnaire au Canada

Deux de ses fils, périront sur l'échafaud en 1794, au même titre que dix autres personnes de la famille Magon lors de la Révolution française.